# Casoara
× Casoara, (abreviado Csr) en el comercio, es un híbrido intergenérico entre los géneros de orquídeas Brassavola × Broughtonia × Laeliopsis. Fue publicado en Orchid Rev. 88(1041) cppo: 12 (1980).